# 2016年アジア柔道選手権大会
2016年アジア柔道選手権大会は2016年4月15日から17日の3日間にわたって、ウズベキスタンのタシュケントで開催された。アジア選手権のタシュケント開催は今回で3度目となる。アジア選手権の場合は他の大陸選手権と異なり各階級1名しかエントリーできなかったが、今回から各国とも男女最大9名の選手をエントリーすることが認められることになった。
　　　　　　　

## 大会結果

### 男子
| 階級        | 金                             | 銀                         | 銅                                                  |
| ----------- | ------------------------------ | -------------------------- | --------------------------------------------------- |
| 60kg以下級  | エルドス・スメトフ             | ディヨルベク・ウロズボエフ | 大島優磨 ツェンドオチル・ツォグトバータル           |
| 66kg以下級  | ドフドン・アルタンスフ         | ホジャステ・アリレザ       | ダワードルジ・トゥムルフレグ エルドス・ジュマカノフ |
| 73kg以下級  | 橋本壮市                       | ディアダル・ハムザ         | ミラリ・シャリポフ スン・シュアイ                   |
| 81kg以下級  | ニャムスレン・ダグワスレン     | ナシフ・エリアス           | アジズ・カルカマヌリ サイード・モラエイ             |
| 90kg以下級  | コムロンショフ・ウストピリヨン | 小林悠輔                   | イブラヒム・ハラフ 程訓釗                           |
| 100kg以下級 | ナイダン・ツブシンバヤル       | ソイーブ・クルボノフ       | マクシム・ラコフ ラムジディン・サイドフ             |
| 100kg超級   | 影浦心                         | アブドゥロ・タングリエフ   | エルジャン・シンキエフ ユーリ・クラコベツキ         |

### 女子
| 階級       | 金                               | 銀                             | 銅                                                    |
| ---------- | -------------------------------- | ------------------------------ | ----------------------------------------------------- |
| 48kg以下級 | オトゴンツェツェグ・ガルバドラフ | ムンフバット・ウランツェツェグ | 渡名喜風南 キム・ソルミ                               |
| 52kg以下級 | 志々目愛                         | 馬英楠                         | グルバダム・ババムラトワ ムンフバータル・ブンドゥマー |
| 57kg以下級 | ドルジスレン・スミヤ             | 金珍迪                         | 山本杏 連珍羚                                         |
| 63kg以下級 | マリアン・ウルダバエワ           | 津金恵                         | 楊俊霞 ツェンドアユシュ・ツェレンナドミド             |
| 70kg以下級 | 大野陽子                         | 金省然                         | グルノザ・マトニヤゾワ チョウ・チャオ                 |
| 78kg以下級 | 張浙慧                           | 高山莉加                       | プレブジャルガル・ルハムデグド 薛京                   |
| 78kg超級   | 金珉程                           | グルジャン・イサノワ           | 井上愛美 オドフー・ジャフズマー                       |

## 国別団体戦

### 男子
| 優勝 | 2位 | 3位                             | 3位                                                                                                |
| ウズベキスタン アブドゥジャリル・ユスポフ ミラリ・シャリポフ ヤヒョー・イマモフ シェラリ・ユラエフ アブドゥロ・タングリエフ | モンゴル ダワードルジ・トゥムルフレグ ドフドン・アルタンスフ ガンバータル・オドバヤル ニャムスレン・ダグワスレン ルハグワスレン・オトゴンバータル バトトルガ・テムーレン | 日本 橋本壮市 小原拳哉 小林悠輔 | カザフスタン エルドス・ジュマカノフ ディダル・ハムザ アジズ・カルカマヌリ エルジャン・シンケイエフ |

### 女子
| 優勝                                          | 2位 | 3位 | 3位                                                 |
| 日本 志々目愛 山本杏 津金恵 大野陽子 井上愛美 | モンゴル アディヤサムブー・ソルモン ムンフバータル・ブンドゥマー ドルジスレン・スミヤ ツェンドアユシュ・ツェレンナドミド ツェンドアユシュ・ナランジャルガル オドフー・ジャフズマー | カザフスタン オトゴンツェツェグ・ガルバドラフ レナリヤ・ミンガゾワ マリアン・ウルダバエワ ディルバル・ウミラリエワ グルジャン・イサノワ | 中国 馬英楠 リウ・ヤン 楊俊霞 チョウ・チャオ 張浙慧 |

### 各国メダル数
| 順    | 国・地域             | 金 | 銀 | 銅 | 計 |
| ----- | -------------------- | -- | -- | -- | -- |
| 1     | 日本                 | 5  | 3  | 5  | 13 |
| 2     | モンゴル             | 4  | 3  | 6  | 13 |
| 3     | カザフスタン         | 3  | 2  | 6  | 11 |
| 4     | ウズベキスタン       | 1  | 3  | 3  | 7  |
| 5     | 韓国                 | 1  | 2  | 0  | 3  |
| 6     | 中国                 | 1  | 1  | 5  | 7  |
| 7     | タジキスタン         | 1  | 0  | 0  | 1  |
| 8     | イラン               | 0  | 1  | 1  | 2  |
| 9     | レバノン             | 0  | 1  | 0  | 1  |
| 10    | 北朝鮮               | 0  | 0  | 2  | 2  |
| 11    | ヨルダン             | 0  | 0  | 1  | 1  |
| 11    | キルギス             | 0  | 0  | 1  | 1  |
| 11    | トルクメニスタン     | 0  | 0  | 1  | 1  |
| 11    | チャイニーズタイペイ | 0  | 0  | 1  | 1  |
| Total | Total                | 16 | 16 | 32 | 64 |

## 外部サイト
- アジア柔道選手権大会